# A vasálarcos (film, 1998)
A vasálarcos (eredeti cím: The Man in the Iron Mask) 1998-ban bemutatott amerikai akciódráma, melynek rendezője, producere és forgatókönyvírója Randall Wallace. A főszerepben Leonardo DiCaprio, Jeremy Irons, John Malkovich, Gérard Depardieu és Gabriel Byrne látható. A film Alexandre Dumas D’Artagnan-regényeinek szereplőit alkalmazza, és meglehetősen kötetlenül adaptálja az 1847-1850-ben megjelent The Vicomte de Bragelonne című regény néhány cselekményelemét.
A filmet az Amerikai Egyesült Államokban 1998. március 13-án mutatták be, Magyarországon DVD-n jelent meg szinkronizálva a InterCom Zrt. forgalmazásában.
Általánosságban vegyes véleményeket kapott a kritikusoktól, és bevételi szempontból sikert aratott; világszerte 183 millió dolláros bevételt ért el a 35 millió dolláros költségvetéssel szemben.
A kegyetlen XIV. Lajos francia királynak van egy titkos ikertestvére, akit börtönben tart. Vajon az ikertestvér helyettesítheti az igazi királyt?

## Cselekmény
A Francia Királyságot csőd fenyegeti XIV. Lajos király hollandok elleni háborúi óta, melyek éhezést és nélkülözést hoztak a francia polgárokra. Miközben az ország a forradalom felé halad, Lajos király újabb háborúra készül. Ekkorra a négy muskétás már külön utakon jár; Aramis jelenleg pap, Porthos részeges nőcsábász, Athos pedig visszavonult a saját farmjára. Egyedül D’Artagnan maradt hűséges a muskétásokhoz, és jelenleg ő a kapitány.
Athos egyetlen fia, Raoul, a muskétásokhoz szeretne csatlakozni. Egy palotafesztiválon Lajos szemet vet Christine Bellefort-ra, Raoul menyasszonyára. Rögtön kiterveli, hogy a fiút a csatatérre küldi, ahol nem sokkal később meg is ölik. Tudatában annak, hogy Lajos rendezte meg fia halálát, Athos megtagadja a király iránti hűségét. Miután D’Artagnan meghiúsítja a jezsuita rend Lajos elleni merényletét, Lajos megbízza Aramiszt, hogy keresse és ölje meg a vezetőjüket. Válaszul Aramis titkos találkozóra hívja Porthost, Athost és D’Artagnant, ahol felfedi, hog ő a jezsuiták titkos vezetője, és terve van Lajos megbuktatására. Athos és Porthos beleegyeznek, hogy csatlakoznak hozzá, de D’Artagnan visszautasítja. Athos árulónak nevezi őt, és halálosan megfenyegeti, hogy megöli, ha még egyszer találkoznak. Közben Lajos elcsábítja Christine-t, aki később gyanút fog, hogy a királynak szerepe volt Raoul halálában.
A muskétások behatolnak az Île Sainte-Marguerite börtönébe, és kiszabadítanak egy vasálarcot viselő foglyot. A foglyot vidékre viszik, ahol Aramis felfedi, hogy ő Fülöp, Lajos király testvére. Anyjuk, Anna királyné egypetéjű ikreket szült. XIII. Lajos, hogy elkerülje a fiai közötti dinasztikus háborút, Fülöpöt vidékre küldte, hogy ott éljen, és úgy nőjön fel, hogy ne tudja valódi kilétét. Miután XIII. Lajos meghalt, felfedte Fülöp létezését, Anna pedig vissza akarta szerezni Fülöp születési jogát. Lajos viszont túl babonás volt ahhoz, hogy megölje testvérét, helyette, hatalma megőrzése érdekében vasálarcot zárt rá, hogy elrejtse kilétét, ezt Aramis hajtotta végre. Aramis úgy kívánja kárpótolni magát és megmenteni Franciaországot, hogy Lajos helyére a jószívűbb Fülöpöt ülteti. A muskétások megtanítják Fülöpöt az udvari életre és arra, hogyan viselkedjen Lajoshoz hasonlóan. Eközben Athosban apai érzések ébrednek Fülöp iránt.
Egy álarcosbálon a muskétások a szállására csalják Lajost és megkötözik. Fülöpöt Lajos ruhájába öltöztetik, visszaviszik az ünnepségre, majd Lajost a várbörtönben lévő csónakba juttatják. D’Artagnan azonban leleplezi a csalást, miután Christine nyilvánosan megvádolja Fülöpöt azzal, hogy Lajos szerepet játszott Raoul halálában. Erőszakkal a börtönbe vezeti Fülöpöt. A muskétás katonák közbelépnek, mielőtt Athos, Porthos és Aramis megszökhetne Lajossal. A királyt megmentik, miközben a három muskétás elmenekül, azonban Fülöpöt elfogják. Bár Lajos hajlandó lenne megölni Fülöpöt. D’Artagnan, miután megtudja Fülöp valódi kilétét, könyörög, hogy hagyják életben. Lajos ehelyett visszarendeli Fülöpöt a Bastille-ba és ismét vasálarcot tétet rá. Nem sokkal később a gyászoló Christine öngyilkos lesz.
D’Artagnan kapcsolatba lép a muskétásokkal, hogy segítsenek kiszabadítani Fülöpöt a Bastille-ból. Lajos viszont  megsejti a tervüket, és rajtuk üt a börtönnél. D’Artagnan-nak kegyelmet ajánl, cserébe társai feladásáért. A kapitány ezt visszautasítja, és négyszemközt elmondja bajtársainak, ő az apja Lajosnak és Fülöpnek a királynővel való viszonyából, és ez az oka a Lajos iránti hűségének. Amikor még egyszer utoljára rátámadnak Lajosra és embereire, tüzet nyitnak rájuk; bátorságuk arra kényszeríti a katonákat, hogy behunyják a szemüket, mielőtt tüzelnének, és mindegyikük célt téveszt. Lajos ekkor megpróbálja leszúrni Fülöpöt, de D’Artagnan közbelép, így őt éri a halálos szúrás. Fülöp erre nekiront, és majdnem megfojtja Lajost, de D’Artagnan utolsó szavai megállítják. D’Artagnan főhadnagya, André, akit feldühít mentora halála, titoktartást fogad az embereivel, és Fülöp pártjára áll. Újra megcserélik az ikreket, és Fülöp elrendeli, hogy Lajost elzárják. Ezután Athost, Porthost és Aramist nevezi ki legközelebbi tanácsadóivá.
A D’Artagnan sírjánál tartott gyászszertartáson Fülöp elmondja Athosnak, hogy úgy szereti őt, mintha az apja lenne, amit Athos viszonoz. Fülöp később királyi kegyelmet ad Lajosnak, és vidékre költözteti, hogy visszavonultan éljen, míg ő − XIV. Lajos néven − később Franciaország egyik legnagyobb királyává válik.

## Szereplők
| Szerep                                 | Színész           | Magyar hang       |
| -------------------------------------- | ----------------- | ----------------- |
| Philippe Bourbon / XIV. Lajos király   | Leonardo DiCaprio | Hevér Gábor       |
| Aramis / Narrátor                      | Jeremy Irons      | Szakácsi Sándor   |
| Athos                                  | John Malkovich    | Rubold Ödön       |
| Porthos                                | Gérard Depardieu  | Helyey László     |
| D’Artagnan                             | Gabriel Byrne     | Csernák János     |
| Anna anyakirályné                      | Anne Parillaud    | Kovács Nóra       |
| Christine Bellefort                    | Judith Godrèche   | Götz Anna         |
| Raoul, Athos fia                       | Peter Sarsgaard   | Markovics Tamás   |
| André hadnagy, D’Artagnan másodtisztje | Edward Atterton   | Haás Vander Péter |
| Pierre, XIV. Lajos király tanácsadója  | Hugh Laurie       | Orosz István      |
| XIV. Lajos király tanácsadója          | David Lowe        | N/A               |
| Az anyakirályné komornája              | Brigitte Auber    | Kassai Ilona      |

## A film készítése
Ebben a változatban a „Vasálarcos” 64389000-es számú fogolyként mutatkozik be, a Bastille-ban őrzött névrokonához kapcsolódó száma alapján. A Vaux-le-Vicomte-i kastély a király elsődleges rezidenciájaként működik, mivel Versailles még az építkezés kezdetén állt, és évekre volt attól, hogy Lajos oda költözhessen.

## Fogadtatás
A film a nyitóhétvégén 17 millió dolláros bevételt hozott, és ezzel a második helyen végzett a szintén Leonardo DiCaprio főszereplésével készült Titanic mögött. A hazai jegypénztáraknál 56 millió dollárt termelt, a nemzetközi bevételek pedig 126 millió dollár lett, így világszerte összesen 183 millió dollárt gyűjtött.
A Rotten Tomatoes-on a film 41 értékelés alapján 32%-os minősítést aratott. A Metacritic-en 18 értékelés alapján 48%-os pontszámot kapott.

## Fordítás
- Ez a szócikk részben vagy egészben  a   The Man in the Iron Mask (1998 film) című angol Wikipédia-szócikk fordításán alapul.  Az eredeti cikk szerkesztőit annak laptörténete sorolja fel. Ez a jelzés csupán a megfogalmazás eredetét és a szerzői jogokat jelzi, nem szolgál a cikkben szereplő információk forrásmegjelöléseként.